# 反事实确定性
在量子力学中，反事实确定性（英語：counterfactual definiteness，简称CFD）是指“有意义地”谈论尚未进行的测量的结果的确定性的能力（即假设物体的存在和物体的属性的能力，即使它们尚未被测量）。术语“反事实确定性”被用于物理计算的讨论，尤其是与量子纠缠现象以及贝尔不等式相关的讨论。在此类讨论中，“有意义地”意味着能够在统计计算中将这些未测量的结果与已测量的结果同等对待。反事实确定性是与物理系统的物理和数学模型直接相关的一个（有时是假设但未说明的）方面，而不是关于未测量结果的含义的哲学问题。
“反事实”可能作为名词出现在物理讨论中。在这种情况下的意思是“一个可以被测量但因故没有被测量的值”。